# Fara, Kostel
Fara este o localitate din comuna Kostel, Slovenia, cu o populație de 29 de locuitori.